# Hell's Hole
Hell's Hole è un film muto del 1923 diretto da Emmett J. Flynn. Prodotto e distribuito dalla Fox Film Corporation, aveva come interpreti Buck Jones (accreditato come Charles Jones), Maurice Flynn, Ruth Clifford, Eugene Pallette, Kathleen Key.

## Trama
Tod Musgrave e il suo socio Dell Hawkins, scoperti dal conduttore a viaggiare senza biglietto, vengono buttati giù da treno. I due trovano rifugio in una stazione e si addormentano. Tod si mette a sognare: nel sogno, Dell ruba il treno e scappa piantandolo da solo. Protagonista di una serie di avventure anche romantiche, Tod va a finire perfino in prigione, da cui però riesce a evadere. Quando si sveglia, scopre che il suo compagno è sempre lì con lui.

## Produzione
Il film fu prodotto dalla Fox Film Corporation con il titolo di lavorazione Payday.

## Distribuzione
Il copyright del film, richiesto dalla Fox Film Corp., fu registrato il 25 luglio 1923 con il numero LP19347.

Distribuito dalla Fox Film Corporation, il film uscì nelle sale statunitensi il 23 settembre 1923.
Non si conoscono copie ancora esistenti della pellicola che viene considerata presumibilmente perduta.